# Żur grzybowy
Uzasadnienie: Wikipedia:Poczekalnia/artykuły/2024:06:06:Żur grzybowy

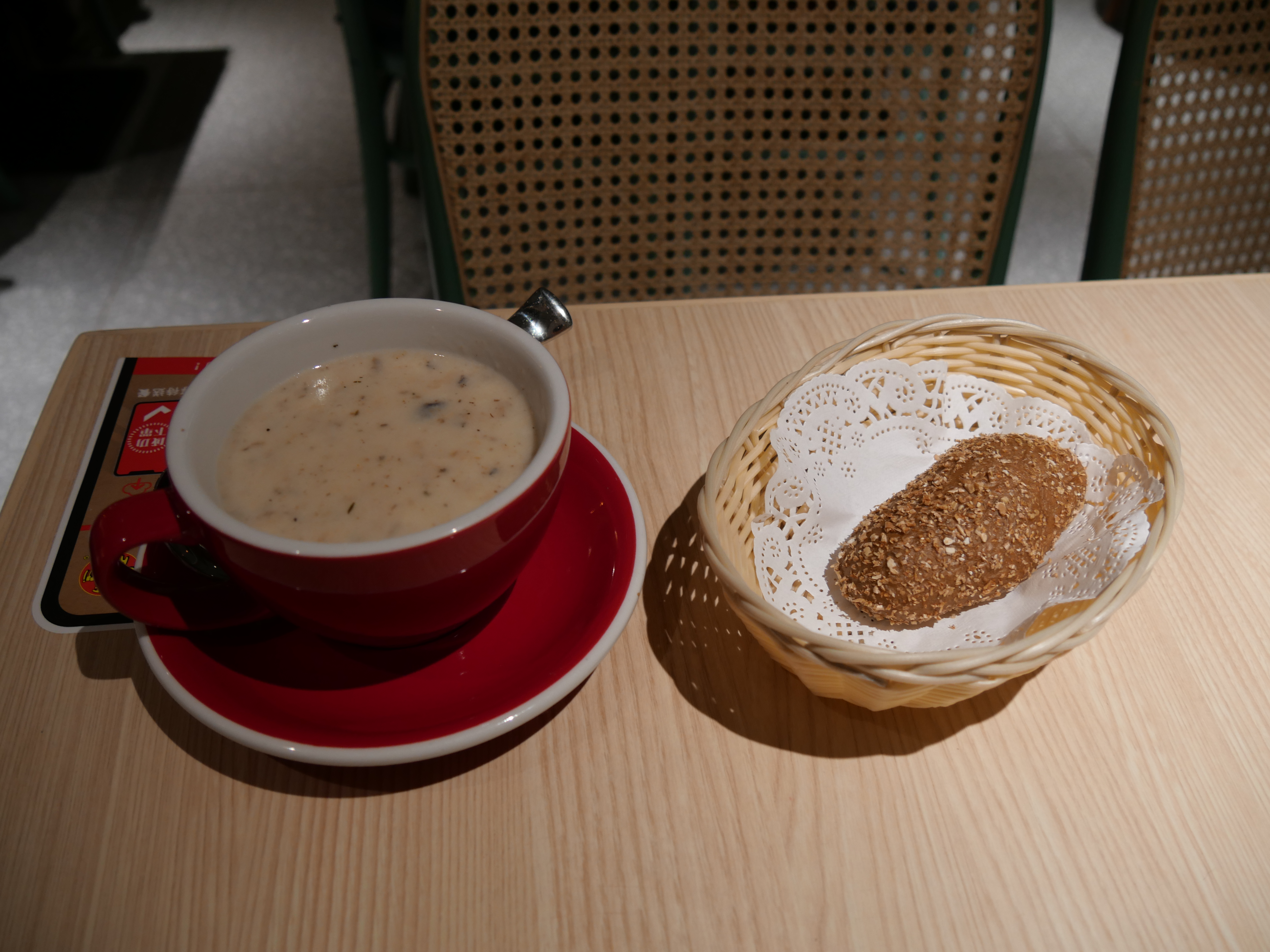
Żur grzybowy

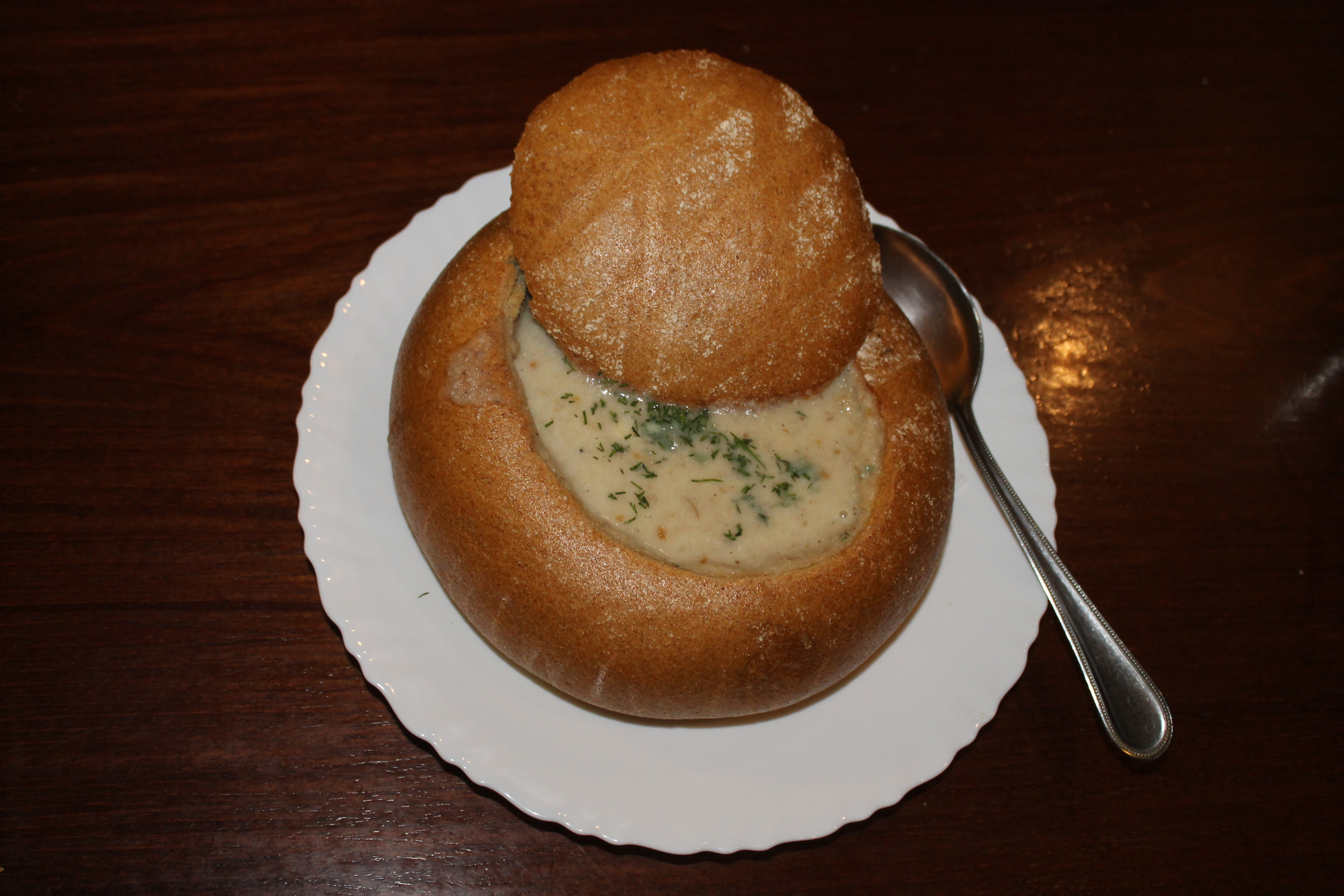
Żur grzybowy w chlebku

Żur (żurek) grzybowy, (tradycyjna zupa kuchni polskiej), przyrządzany z suszonych leśnych grzybów, na zakwasie z mąki. Przyrządzany w dwóch wersjach – postnej na wigilię, lub z dodatkiem białej kiełbasy na codzienny obiad i na Wielkanoc

## Przygotowanie

### Żur postny
Przyrządzenie żuru rozpoczyna się od namoczenia na kilka godzin suszonych grzybów, które następnie zostają w tej samej wodzie ugotowane, wywar zostaje odcedzony a grzyby pokrojone w paski i odstawione. Do wywaru z grzybów zostaje dodany wywar warzywny, oraz dokładnie rozmieszany zakwas i całość zagotowana. Po zagotowaniu zostają dodane grzyby z wywaru, zostaje zaprawiony śmietaną (w niektórych wersjach regionalnych nie dodaje się śmietany) i doprawiony do smaku solą i pieprzem. Podawany z bezmięsnymi uszkami  lub  ugotowanymi ziemniakami.

### Żur z białą kiełbasą
Danie na wielkanocny stół i na codzienny obiad. Ugotowany wywar grzybowy, zostaje przecedzony, miesza się go z wywarem warzywnym, dodaje przyprawy i białą kiełbasę. Ugotowaną kiełbasę wyjmuje się z wywaru, dodaje poprzednio ugotowane pokrojone grzyby i wlewa rozmieszany zakwas. Po zagotowaniu żurek jest gotowy do podania. Żurek podawany jest z kiełbasą pokrojoną w plasterki i jajkami na twardo, z chlebem, lub ziemniakami. Można podawać go też w specjalnie pieczonych chlebkach.

## W tradycji ludowej
Według tradycji ludowej, grzyby stanowią symbol połączenia świata żywych ze światem zmarłych (zapewniają przychylność duchów). Kto spożywa je w wieczór wigilijny, ma mieć zapewnioną trzeźwość umysłu i siły witalne.
Wielkanoc i Boże Narodzenie, to święta kiedy na polskich stołach pojawiają się dania, które od pokoleń są przekazywane w rodzinnych recepturach. To czas, kiedy nie może zabraknąć białej kiełbasy i grzybowego żurku, które razem tworzą jedno z najbardziej rozpoznawalnych dań świątecznych w Polsce.
Od pradawnych czasów grzyby były obecne w kuchni polskiej. Adam Mickiewicz opisał  je w „Panu Tadeuszu” (Księga III Umizgi): „Panienki za wysmukłym gonią borowikiem, Którego pieśń nazywa grzybów pułkownikiem. Wszyscy dybią na rydza; ten wzrostem skromniejszy i mniej sławny w piosenkach, za to najsmaczniejszy”. 
„Więc zaraz po śniadaniu, spożywszy żur na grzybach z ziemniakami, gospodarz przygotowywał inwentarzowi sieczkę na święta”, (Michał Fedorowski w „Wiadomościach topograficzno-etnograficznych” z 1888 roku – „Lud okolic Żarek, Siewierza i Pilicy”). Dzisiaj, postny żur na suszonych leśnych grzybach, pozostał nadal jedną z tradycyjnych potraw wieczerzy wigilijnej. 
Jurajski żur na grzybach, został wpisany na listę produktów tradycyjnych w dniu 8 grudnia 2008.